# Георгилакис, Иоаннис
Иоаннис Георгилакис (греч. Ιωάννης Γεωργιλάκης), также известный как Яхья аль-Бахруми (араб. يحيى البحرومي‎) и Яхья Абу Хасан (араб. يحيى أبو حسن‎) — член Исламского государства (ИГ).

## Биография
Родился в декабре 1983 года в штате Техас в этнически греческой семье потомственных военных. Его отец, врач по специальности, окончил Вест-Пойнт и дослужился до звания полковника в армии США. Иоаннис принял ислам после терактов 11 сентября в мечети на Колледж-Стейшн, обучаясь философии в колледже Блинн. Начал изучать арабский язык и коранистику. 15 марта 2003 года женился на поддерживавшей его джихадистские идеи этнической бенгалке из Британии по имени Тания Чоудхури, с которой познакомился за месяц до этого по Интернету, специально вылетев для брака в Лондон. После брака они вернулись в Техас, а позже в том году уехали в Дамаск на свой расширенный медовый месяц, где познакомились с другими джихадистами. В сентябре 2004 года вернулись в США и поселились в Торрансе. В 2005 году вернулись в Техас после безуспешных попыток Иоанниса устроиться на работу имамом в какой-либо мечети, откуда его всюду изгоняли за джихадистские взгляды. По возвращении устроился на работу в хостинг-компанию Rackspace. В апреле 2006 года был арестован ФБР и осуждён за намерение взломать сайт AIPAC. После освобождения в октябре 2011 года они переехали в Лондон, а затем в Египет, начав вести оттуда онлайн-семинары для пропаганды халифатистских идей. После этого уехали в Турцию, откуда в августе 2013 года после переворота переехали в сирийский Азаз. Там его жена с детьми заболели и попросили возвращения на родину, но Иоаннис решил продолжить джихад и отправил их обратно в Турцию. Жена развелась с ним, разочаровавшись в джихадистских идеях и в исламе вообще, и вернулась в Даллас к родителям Иоанниса.
В апреле 2014 года Иоаннис был ранен осколками миномётной мины в спину, повредившими позвоночник, после чего отошёл от активных действий и занялся пропагандой. Стал одним из авторов журналов Дабик и Румия, а также ведущим на радиостанции Аль-Баян.